# May Queen (série télévisée)
Pour les articles homonymes, voir May Queen.
May Queen (hangeul : 메이퀸 ; RR : Meikwin)  est une série télévisée sud-coréenne diffusée en 2012 sur MBC avec Han Ji-hye, Kim Jae-won et Jae Hee.

## Synopsis
L'héroïne Hae-joo commence la vie dans la pauvreté absolue. Mais en dépit d'être accablés par le passé secret de ses parents, elle navigue eaux traîtresses et surmonte les obstacles pour atteindre ses rêves. Son amie d'enfance Park Chang-hee, fils du maître d'hôtel à un président de l'entreprise, monte également au-dessus de ses humbles débuts à devenir un procureur succès. Lumineux et ludique Kang San, fils privilégiée du patron, revient à la Corée après des années à l'étranger pour trouver qu'il porte encore une torche pour Hae-joo.

## Distribution

### Acteurs principaux
- Han Ji-hye : Chun Hae-joo[1]
  - Kim Yoo-jung : Chun Hae-joo (jeune)
- Kim Jae-won : Kang San[2]
  - Park Ji-bin : Kang San (jeune)
- Jae Hee : Park Chang-hee
  - Park Gun-tae : Park Chang-hee (jeune)

### Acteurs secondaires
- Son Eun-seo : Jang In-hwa
  - Hyun Seung-min et Jung Ji-so : Jang In-hwa (jeune)

La famille de Hae-joo
- Ahn Nae-sang : Chun Hong-chul
- Geum Bo-ra : Jo Dal-soon
- Moon Ji-yoon : Chun Sang-tae
  - Kim Dong-hyun : Chun Sang-tae (jeune)
- Jung Hye-won : Chun Young-joo
  - Kang Ji-woo : Chun Young-joo (jeune)
- Yoon Jung-eun : Chun Jin-joo

Groupe Cheonji
- Lee Deok-hwa : Jang Do-hyun
- Yang Mi-kyung : Lee Geum-hee
- Yoon Jong-hwa : Jang Il-moon 
  - Seo Young-joo : Jang Il-moon (jeune)
- Kim Kyu-chul : Park Gi-chool

Groupe Haepoong
- Go In-beom : Kang Dae-pyung
- Lee Hoon : Yoon Jung-woo
- Kim Ji-young : Lee Bong-hee
- Sunwoo Jae-duk : Yoon Hak-soo

## Diffusion
- MBC (2012)
- / Xing Kong (2014)
- Formosa TV (2014)
- TV9 (2014)
- GMA Network (2014-2015)
- WAAR TV HD
- TBS
- TF1
- Puthuyugam TV
- Indosiar

## Prix
20th Korean Culture and Entertainment Awards
- Prix d'excellence en haut[pas clair], actrice : Han Ji-hye

1st K-Drama Star Awards
- Meilleur jeune acteur : Park Gun-tae
- Meilleure jeune actrice : Kim Yoo-jung

2012 MBC Drama Awards
- Prix d'excellence en haut[pas clair], acteur dans une série dramatique : Han Ji-hye
- Prix d'excellence en haut[pas clair], actrice dans une série dramatique : Kim Jae-won
- Prix d'excellence, acteur dans une série dramatique : Jae Hee
- Meilleure jeune actrice : Kim Yoo-jung
- Prix d'interprétation or, acteur : Lee Deok-hwa
- Prix d'interprétation or, actrice : Yang Mi-kyung
- Écrivain de l'année : Son Young-mok

### Sources
- (en) Cet article est partiellement ou en totalité issu de l’article de Wikipédia en anglais intitulé « May Queen » (voir la liste des auteurs).